# La ragazza con la cappelliera
La ragazza con la cappelliera (in russo Девушка с коробкой?, Devushka s korobkoy) è un film muto del 1927 diretto dal regista sovietico Boris Vasil'evič Barnet.
Una copia con intertitoli in francese della durata di 1 ora e 38 minuti è conservata nel Museo del Cinema di Bruxelles.

## Trama
Natasha è una giovane modista che vive con il nonno nella campagna vicino a Mosca, dove si reca tutti i giorni per consegnare a Madame Irène i cappelli che confeziona. Un giorno incontra Ilya, giovane studente in cerca di sistemazione, e decide di aiutarlo. Ma per essere in regola con le disposizioni del Comitato Condominiale i due devono sposarsi.

## Distribuzione
Il film venne distribuito in Unione Sovietica a partire dal 19 aprile 1927.
In anni recenti è stato proiettato al Telluride Film Festival (1985), al Bergamo Film Meeting (2008) in una sezione dedicata al cinema sovietico, e al Festival internazionale del cinema di Berlino (2010).

### Date di uscita
- Unione Sovietica (Devushka s korobkoy) - 19 aprile 1927
- Finlandia (Tyttö ja hatturasia) - 6 gennaio 1930
- USA (The Girl with the Hat Box) - 15 novembre 1970